# Raul Midón
Raul Midón (14 de marzo de 1966) es un cantante, guitarrista y compositor estadounidense de Nuevo México.
Raul Midón comenzó su carrera como cantante de sesión para artistas latinos como Ricky Martin, Julio Iglesias, Jennifer Lopez (entre otros) y  Shakira, con quien compartió escenario. Después de esta etapa se mudó a la ciudad de Nueva York para seguir una carrera en solitario. Allí trabajó con el productor y DJ Little Louie Vega. Escribió y grabó varias canciones, incluida «Cerca de mí» con Vega y su equipo de producción bajo el nombre de banda Elements of Life. La banda fue dirigida por Vega y realizó una gira por Europa, Japón y Australia durante 2003 y 2004.

## Discografía
- Blind To Reality (2001)
- State Of Mind ( Manhattan, 2005)
- A World Within A World (Manhattan, 2007)
- Synthesis (Decca, 2009)
- A Night In Montecarlo (Dreyfus Jazz 2010)
- Invisible Chains - Live from NYC (2012)
- Don't Hesitate (Artistry Music, 2014)
- Bad Ass and Blind (Artistry Music, 2017)
- If you really want (Artistry Music, 2018)
- The Mirror (Mack Avenue, 2020)